# Ghislain Faivre
Pour les articles homonymes, voir Faivre.
Ghislain Faivre, né le 25 juillet 1928 à Béhen (Somme) et mort le 17 juillet 2011  à Cerisy-la-Salle (Manche) est un général de brigade français.

## Biographie
Ghislain Faivre est parachuté sur Ðiện Biên Phủ le 3 avril 1953 et fait prisonnier jusqu'en septembre 1954.

## Distinctions
- Croix de guerre des Théâtres d'opérations extérieurs (deux citations) ;
- Croix de la Valeur militaire (trois citations) ;
- Chevalier de la Légion d'honneur le 5 mai 1954 ;
- Commandeur de la Légion d'honneur.